# Rabbe Enckell
Rabbe Arnfinn Enckell (3 de marzo de 1903 - 	17 de junio de 1974) fue un escritor, pintor, novelista y poeta finlandés. 
Su obra se caracteriza por abordar diversos temas que reflejan el modo de ser nórdico y las tribulaciones de su modo de vida. Entre otros, ganó el premio Helsinki al mejor cuento corto en 1962.